# Giuseppe Tonani
Giuseppe Luigi Tonani (* 2. Oktober 1890 in Lodi Vecchio; † 1. Oktober 1971 ebenda) war ein italienischer Gewichtheber, Tauzieher und Olympiasieger.

## Karriere
Dreimal startete Giuseppe Tonani bei Olympischen Spielen. 1920 in Antwerpen war er Mitglied der italienischen Mannschaft, die beim Tauziehen Rang fünf belegte. 1924 Paris errang er die Goldmedaille im Schwergewicht mit einer Gesamtleistung von 517,5 Kilogramm bei fünfmaligem Stemmen und 1928 in Amsterdam wurde er Siebter.